# Ralph Riley
Ralph Riley (*  23. Oktober 1924 in Scarborough, North Yorkshire; † 27. August 1999 in Cambridge) war ein britischer Genetiker.
Riley studierte nach Wehrdienst im Zweiten Weltkrieg Botanik und Genetik an der Sheffield University, an der er promoviert wurde. Ab 1952 war er am Plant Breeding Institute (PBI) in Cambridge, wo er nach nützlichen Weizen-Varianten durch Einzüchtung von mit Weizen verwandten Wildformen befasste. 1954 war er Gründungsdirektor der Abteilung Cytogenetik am PBI. 1972 wurde er Direktor des PBI, das er 1978 verließ, um Sekretär (Chief Executive) und stellvertretender Vorsitzender des Agriculture and Food Research Council zu werden.
Er befasste sich mit Genetik des Weizens und züchtete neue Sorten aus der Kreuzung mit Wildsorten, was insbesondere durch seine Entdeckung des Ph-Gens im Weizen möglich wurde. Die Kreuzungen führten unter anderem zu stärkerer Resistanz gegen Krankheitserreger. Seine Forschungsergebnisse fanden internationale Verbreitung und ermöglichten eine erhebliche Steigerung der Weizenproduktion in Großbritannien.
1986 erhielt er den Wolf-Preis in Agrarwissenschaft. Er war Mitglied der National Academy of Sciences, Fellow der Royal Society (1967), deren Royal Medal er 1981 erhielt, und von 1973 bis 1975 Präsident der Genetics Society. 1969 erhielt er den William Bate Hardy Prize. 1984 wurde er geadelt.